# Robert Erik Lagus
Robert Erik Lagus, född 12 maj 1827 i Åbo, död 25 februari 1863 i Montpellier, var en finländsk juridisk skriftställare, son till Wilhelm Gabriel Lagus och bror till Wilhelm Lagus, Knut Ferdinand Lagus och  Wilhelm Gabriel Lagus den yngre.
Han blev student vid Kejserliga Alexanders Universitetet i Finland i Helsingfors 1845, filosofie kandidat 1850 och filosofie magister samma år. Därefter ägnade han sig någon tid åt skolmannaverksamhet, men inträdde snart i juridiska fakulteten, blev juris kandidat 1855, juris licentiat 1859, docent i civillagfarenhet och romersk rätt 1860 samt juris doktor samma år.
Jämte akademiska avhandlingar, bland vilka må nämnas Om oäkta barns rättsförhållande till familjen (1858) och Utkast till revision af läran om naturliga barns rätt från ståndpunkten af nu gällande lagar (1859), utgav han Juridiska afhandlingar och uppsatser (4 häften, 1859 -61) och Juridiskt album (4 häften, 1861-62), innehållande flera värdefulla uppsatser, bland annat Om Gamla Finlands rättsliga förhållanden vid reunionen 1811.